# 도라비린
피펠트로(Pifeltro)라는 상표명으로 판매되는 도라비린(Doravirine)은 Merck & Co.에서 개발한 HIV/AIDS 치료용 비핵성 역전사효소 억제제이다.
도라비린(Doravirine)은 2018년 8월 미국에서 의료용으로 승인되었다.